# Partnair
Partnair fue una compañía aérea noruega de vuelos chárter que funcionó entre 1968 hasta 1989. Los propietarios, los hermanos Terje und Rolf Thoresen fundaron la compañía en la primavera de 1968 para brindar servicios aéreos sobre todo en el interior de la Escandinavia y, posteriormente, en el norte de Europa. La aerolínea tenía su base en Oslo, en el Aeropuerto Internacional de Oslo-Fornebu.
La compañía se disolvió luego del accidente del Vuelo 394, ocurrido frente a las costas de Dinamarca el 8 de septiembre de 1989. En su último año fiscal de 1988, la compañía operaba una flota de tres aviones del modelo Convair CV-580 máquinas y seis del tipo Super King Air 200.

## Incidentes
El 8 de septiembre de 1989 el Vuelo 394 procedente de  Oslo con destino a Hamburgo se estrelló cerca de la ciudad de Hirtshals, frente a la costa danesa en el Skagerrak. Las 55 personas a bordo (50 pasajeros y cinco tripulantes) fallecieron en el accidente. La máquina Convair CV-580 había sido alquilado por la empresa naviera Wilh. Wilhelmsen para transportar a directivos y empleados a una ceremonia de bautizo de un navío en Hamburgo. 
La investigación posterior de los restos del naufragio llegó a la conclusión de que las algunas piezas  no autorizadas, utilizadas como repuestos, produjo la debilidad de la estructura del avión.